# Chandia
Chandia är en ort i Indien.   Den ligger i distriktet Umaria District och delstaten Madhya Pradesh, i den centrala delen av landet, 700 km sydost om huvudstaden New Delhi. Chandia ligger 410 meter över havet och antalet invånare är 13 099.
Terrängen runt Chandia är platt. Runt Chandia är det ganska tätbefolkat, med 129 invånare per kvadratkilometer. Närmaste större samhälle är Umariā, 19,6 km sydost om Chandia. Trakten runt Chandia består till största delen av jordbruksmark.